# 초충수병
초충수병(草蟲繡屛)은 조선시대의 자수 작품이다. 총 6폭인데, 가운데 4폭이 중요민속자료 제60호이다.
초충수병은 6폭으로 되어 있는데, 가운데 4폭은 자수이고 양 끝의 2폭은 의재(毅齋) 허백년(許百鍊, 1891∼1977)의 제찬(題讚)이 들어간 그림이다. 자수는 흰색 명주 바탕에 미색·황색·청회색·자색·중밤색·밤색 등의 꼰실을 써서 만들었는데, 자수로서는 최고의 작품이라고 할 만하다. 병풍 1폭의 가로는 44.5cm, 세로는 152cm이고, 그림의 크기는 가로는 30cm, 세로는 54.6cm이다. 오른쪽으로터 첫 번째인 제1폭은 바위에 국화를 친 묵화이고, 제2폭은 고목과 나리를 수놓고 날고 있는 나비는 채색화로 되어 있다. 제3폭은 고목과 꽃이 핀 모란을 수놓았고 그 위를 날고 있는 나비는 역시 채색화로 되어 있다. 제4폭은 고목과 꽃이 핀 철쭉나무를 수놓았으며 위를 날고 있는 나비는 채색화이다. 제5폭은 고목과 꽃이 핀 국화를 수놓고 그 위에는 나비 아닌 벌이 날고 있는데 이것은 채색화이다. 제6폭은 바위와 고목과 대나무를 친 묵화이다.
이 초충도는 신사임당의 작품으로 알려진 초충도수병(草蟲圖繡屛, 보물 제595호)이나 자수사계분경도(刺繡四季盆景圖, 보물 제653호)와 수법이 일치하여 신사임당의 작품으로 추정하기도 한다.

## 정보
- 문화재 지정번호 : 중요민속자료 제60호
- 지정연월일 : 1979년 1월 23일
- 시대 : 조선시대, 16세기 추정
- 규모·양식 : 1점
- 재료 : 종이ㆍ자수
- 소유자 : 숙명여자대학교
- 소재지 : 서울특별시 용산구 청파동 2가 53-12

 본 문서에는 서울특별시에서 지식공유 프로젝트를 통해 퍼블릭 도메인으로 공개한 저작물을 기초로 작성된 내용이 포함되어 있습니다.